# Oxygen Not Included
Oxygen Not Included é um jogo de simulação de sobrevivência desenvolvido e publicado pela Klei Entertainment. Ficou disponível no acesso antecipado do Steam em fevereiro de 2017, e sua versão final foi lançada em 30 de julho de 2019.

## Jogabilidade
Oxygen Not Included é um jogo de sobrevivência de simulação. No início de um novo jogo, três colonos se encontram em um asteroide com bolsões isolados de atmosfera respirável, sem memória de como chegaram lá. O jogador é encarregado de gerenciar e cuidar desses colonos enquanto eles tentam sobreviver e criar uma colônia espacial improvisada sustentável. O jogador deve monitorar a fome, o desperdício e os níveis de oxigênio dos colonos para mantê-los vivos. O mundo de cada jogo é gerado processualmente. Embora as áreas iniciais incluam uma atmosfera respirável, as áreas do mundo estão no vácuo ou faltam oxigênio, exigindo uma preparação adequada pelos colonos antes de explorarem essas áreas. O jogo simula a difusão de gases e a equalização de atmosferas quando uma nova câmara natural é aberta, o que pode causar a queda dos níveis de oxigênio nas câmaras existentes, bem como a drenagem de líquidos por gravidade.
Para ajudar a estabelecer a colônia, o jogador instrui os colonos a realizar determinadas tarefas, como mineração de recursos, cultivo de alimentos, equipamentos de fabricação, pesquisa de novas tecnologias e manutenção da própria saúde por meio de alimentação, descanso e higiene. O jogador não controla os colonos diretamente e, em vez disso, fornece instruções priorizadas, das quais os colonos seguirão com o melhor de suas habilidades. Por exemplo, o jogador pode pedir que um conduíte seja construído; que fará com que os colonos coletem os materiais para fazer o fio, limpe qualquer material ao redor do caminho do conduíte e depois construa o fio. Se os colonos não puderem acessar uma fonte de cobre para o fio, a tarefa permanecerá incompleta à medida que os colonos concluem outras tarefas que podem executar. Os colonos têm estatísticas que determinam sua eficácia em determinadas tarefas e priorizam as tarefas em que são melhores. As habilidades desses colonos podem ser aprimoradas ao longo do tempo e pela prática.

## Desenvolvimento e liberação
Oxygen Not Included é desenvolvido pelo estúdio independente Klei Entertainment, cuja sede está em Vancouver. O jogo foi anunciado para Windows durante o PC Gaming Show na Electronic Entertainment Expo 2016. Também foi revelado que o jogo chegaria ao macOS e Linux. Uma versão em desenvolvimento do jogo foi planejada e lançada via acesso antecipado em 15 de fevereiro de 2017. O jogo foi originalmente programado para deixar o acesso antecipado em 28 de maio de 2019, mas foi adiado para julho de 2019. Klei também anunciou planos de criar e lançar conteúdo adicional para o jogo.
O líder de design, Johann Seidenz, disse que jogos como Dwarf Fortress, Prison Architect e The Sims influenciaram o design de Oxygen Not Included.

## Recepção da crítica
O jogo foi nomeado para "Jogo de Estratégia/Simulação do Ano" na 23ª edição do D.I.C.E. Awards, e por "Estratégia/Simulação" no Webby Awards 2020. Nate Crowley, escrevendo para a Rock Paper Shotgun, elogiou o design e a progressão do jogo, mas questionou a complexidade cada vez maior como um impedimento para jogadores mais casuais, especialmente aqueles sem formação em ciência e engenharia. A GameCentral também deu críticas positivas ao jogo, com um total de 8/10, elogiando a precisão científica e o design, mas levantando preocupações sobre a dificuldade, especialmente com a falta de ferramentas de aprendizado no jogo.